# Terambo
Terambo (en grec antic Τέραμβος) va ser un cèlebre músic segons la mitologia grega. Diu Antoní Liberal que el seu nom era Cerambe (Κέραμβος), i era fill d'Eusir, que era fill de Posidó, i de la nimfa Idòtea.
De jove vivia als cims del mont Otris, on pasturava els seus ramats amb la protecció de les nimfes. Dotat d'una veu melodiosa, era un gran intèrpret de la flauta de Pan, i es diu que va ser el primer mortal que va acompanyar els seus cants amb la lira. Per això les nimfes escoltaven embadalides. El mateix déu Pan li era amic. Un dia en què les nimfes ballaven al so de la flauta, el déu Pan aparegué de sobte i va predir al músic que s'acostava un hivern molt cru, aconsellant-li, per tant, que tornés a la vall amb els ramats. Però Terambo, en comptes de seguir els consells del déu, es posà a injuriar a les nimfes, dient-les que elles no eren filles de Zeus, sinó que tenien com a avant-passat el déu-riu Esperqueu. També explicava que un dia, Posidó, enamorat d'una d'elles, havia convertit les altres en àlbers, afegint que no recobraren la seva forma primitiva fins que el déu no hagué satisfet la seva passió. Al principi, les nimfes no deien res, però aviat va arribar l'hivern, que amb la seva cruesa, va fer que morissin els ramats de Terambo. Al final, Terambo es va quedar sol a la muntanya. Llavors va ser metamorfosat per les nimfes en un insecte volador, l'escanyapolls, que per alimentar-se rosega l'escorça dels arbres. Aquest insecte té unes banyes enormes que recorden una lira.
Ovidi parla d'un Terambo que va poder escapar del diluvi de Deucalió, mercès a les ales que li donaren les nimfes. És, sens dubte, el mateix personatge, tot i que el fa directament fill de Posidó.